# IC 4761
IC 4761 је спирална галаксија у сазвјежђу Телескоп која се налази на листи објеката дубоког неба у Индекс каталогу.
Деклинација објекта је - 52° 51' 12" а ректасцензија 18h 43m 55,5s. Привидна величина (магнитуда) објекта IC 4761 износи 13,1 а фотографска магнитуда 13,9. IC 4761 је још познат и под ознакама ESO 183-10, AM 1839-525, PGC 62326.